# 石橋阪大前駅
石橋阪大前駅（いしばしはんだいまええき）は、大阪府池田市石橋二丁目にある、阪急電鉄の駅。駅番号はHK-48。
宝塚本線と箕面線が乗り入れ、このうち箕面線は当駅を起点とする。全列車停車駅であり、宝塚本線の当駅 - 宝塚駅間には途中駅を通過する営業列車の設定がない。

## 歴史
- 1910年（明治43年）3月10日：箕面有馬電気軌道（阪急電鉄の前身）宝塚本線・箕面線の営業開始と同時に「石橋駅」として開業[3][4]。箕面と有馬の分岐駅、という意味で象徴的であり、阪急最古の駅のひとつである。
- 2010年（平成22年）3月24日：バリアフリー化工事完了により駅エレベーターの供用開始。
- 2013年（平成25年）12月21日：駅ナンバリング(HK-48)が導入される[5][6]。
- 2019年（令和元年）10月1日：駅名を「石橋阪大前駅」に改称[7][8]。
- 2021年（令和3年）11月30日：この日をもって定期券売り場が営業を終了[9]。
- 2022年（令和4年）3月1日：トイレの改修工事が終わり使用開始。

## 駅構造
駅構内は3面5線だが、実際に使用されているのは2面3線である。大阪梅田側で箕面線と宝塚本線が複線分岐しているため、中央1面は三角形状の片開き島式ホームとなっており、島式ホームの中に箕面線の線路も入り込む複雑な構成の地上駅となっている。
ホームの有効長が1・2号線は10両、3・4号線は8両、5号線のみ4両まで対応している。
西側の単式ホームと中央の島式ホームが宝塚本線を挟んでおり、また中央の島式ホームと東側の単式ホームが箕面線を挟んでいる。宝塚本線側ホームが1・2号線、箕面線側が3号線（※箕面方面への回送列車や車両入れ替え時のみ）、4号線（回送列車等が使用し、乗客向けには閉鎖）となっている。中央の島式ホームの一角を貫くように箕面線の線路が延びており、頭端式の5号線（箕面線折返し列車専用ホーム）となっている。
箕面線の車両の入れ替え時を除き、1・2・5号線のみが使われる。車両入れ替えのために回送になる列車はかつては4号線で客扱いをしていたが、2017年現在は5号線で降車扱いをしたのち、入替を行った上で回送として平井車庫まで運転されるように改められている(出庫列車も同様)。
改札口は1号線大阪梅田寄りの西改札と、2号線と5号線の境目部分の東改札の2か所がある。各ホーム間は地下道で連絡している。
トイレは5号線降車専用ホームにある。

### のりば
| 号線 | 路線               | 方向               | 行先               | 備考                                                                                      |
| ---- | ------------------ | ------------------ | ------------------ | ----------------------------------------------------------------------------------------- |
| 1    | ■宝塚本線          | 下り               | 宝塚方面           | 平日夕ラッシュ時間帯の一部列車は川西能勢口から能勢電鉄線直通                              |
| 2    | ■宝塚本線          | 上り               | 大阪梅田方面       |                                                                                           |
| 3    | （乗降には未使用） | （乗降には未使用） | （乗降には未使用） | 現在は箕面線車両の回送列車や列車交換時のみ使用される 公式サイトの駅構内図には方面記載なし |
| 4    | （乗降には未使用） | （乗降には未使用） | （乗降には未使用） | 現在は箕面線車両の回送列車や列車交換時のみ使用される 公式サイトの駅構内図には方面記載なし |
| 5    | ■箕面線            | 下り               | 箕面方面           |                                                                                           |

- 5号線のみ両扉扱いが可能な頭端式ホームで、反対側（2号線寄り）のホームが降車専用ホームとなっている。
- 5号線を除き、駅全体が大きなカーブにかかっている。
- 箕面方面ホーム先端付近には至近距離で踏切が存在するため、保安上、3号線に大阪梅田側から回送列車が到着する際にも踏切が作動する。
- 宝塚本線・箕面線間を直通運転する列車が設定されていた当時は3・4号線でも客扱いを行なっており、宝塚本線から箕面線に直通する列車は3号線、箕面線から宝塚本線に直通する列車は4号線を使用していた。しかし前者は2018年に、後者は2022年に廃止され、その後3号線と4号線との連絡口は閉鎖された。
- 豊中駅高架工事期間中、豊中止まりの列車は折り返し設備が撤去されていたため、当駅4号線まで回送され折り返していた[12]。
- 1号線の地下道入口（改札の反対）に箕面線の乗り場案内があるが、そこはMINO-Oと旧式の表記となっている。なお、2号線に上がる階段にはMinohと書かれている。

### 配線図
| ← 池田駅 | 石橋阪大前駅構内配線略図 | → 桜井駅 |
| | ↓ 蛍池駅                 |          |
| 凡例 出典:川島令三、『東海道ライン 全線・全駅・全配線 第7巻 大阪エリア - 神戸駅』、 ISBN 978-479420498-1、12p、 講談社、2009年 |                          |          |

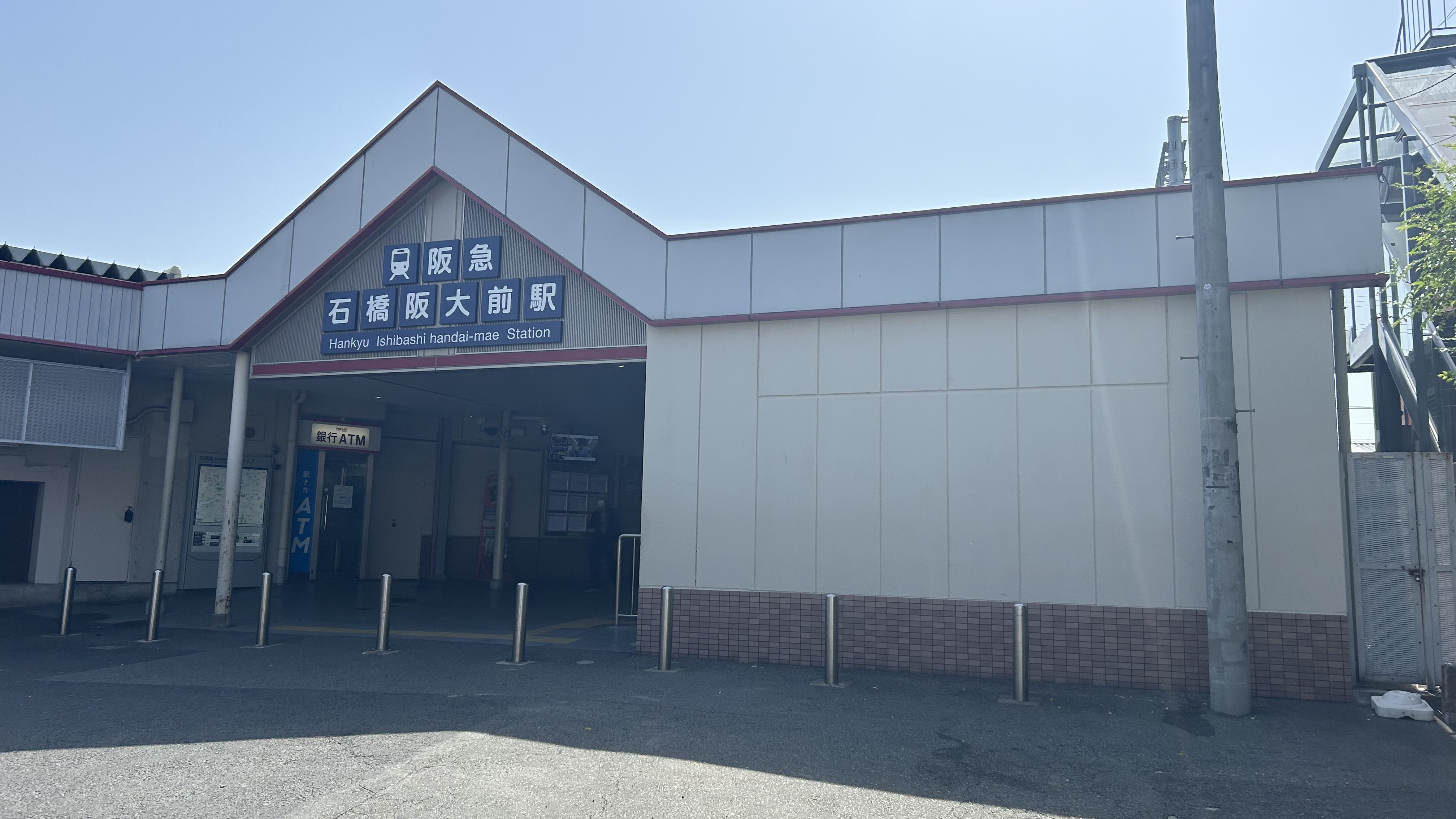
東口
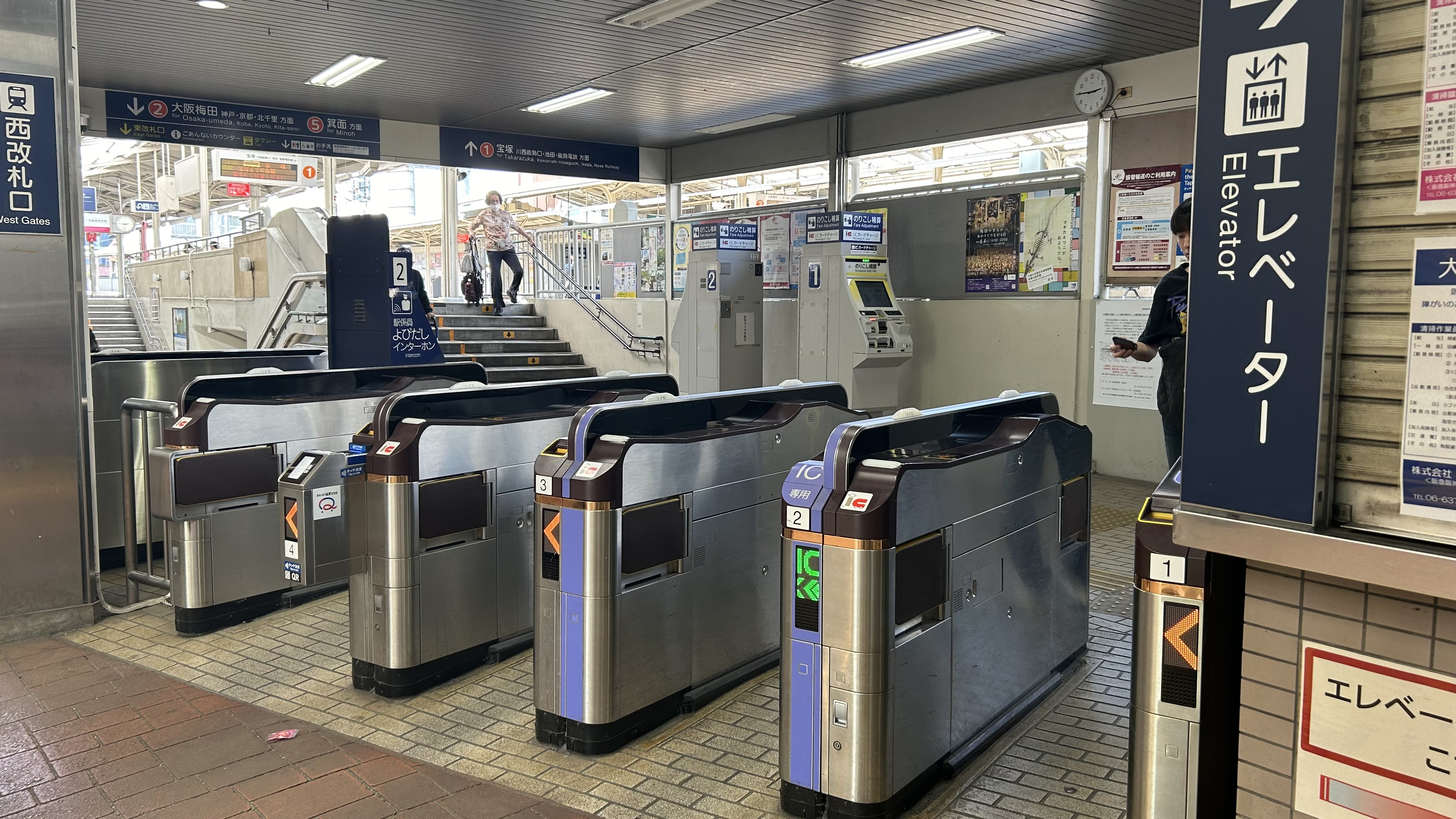
西改札口
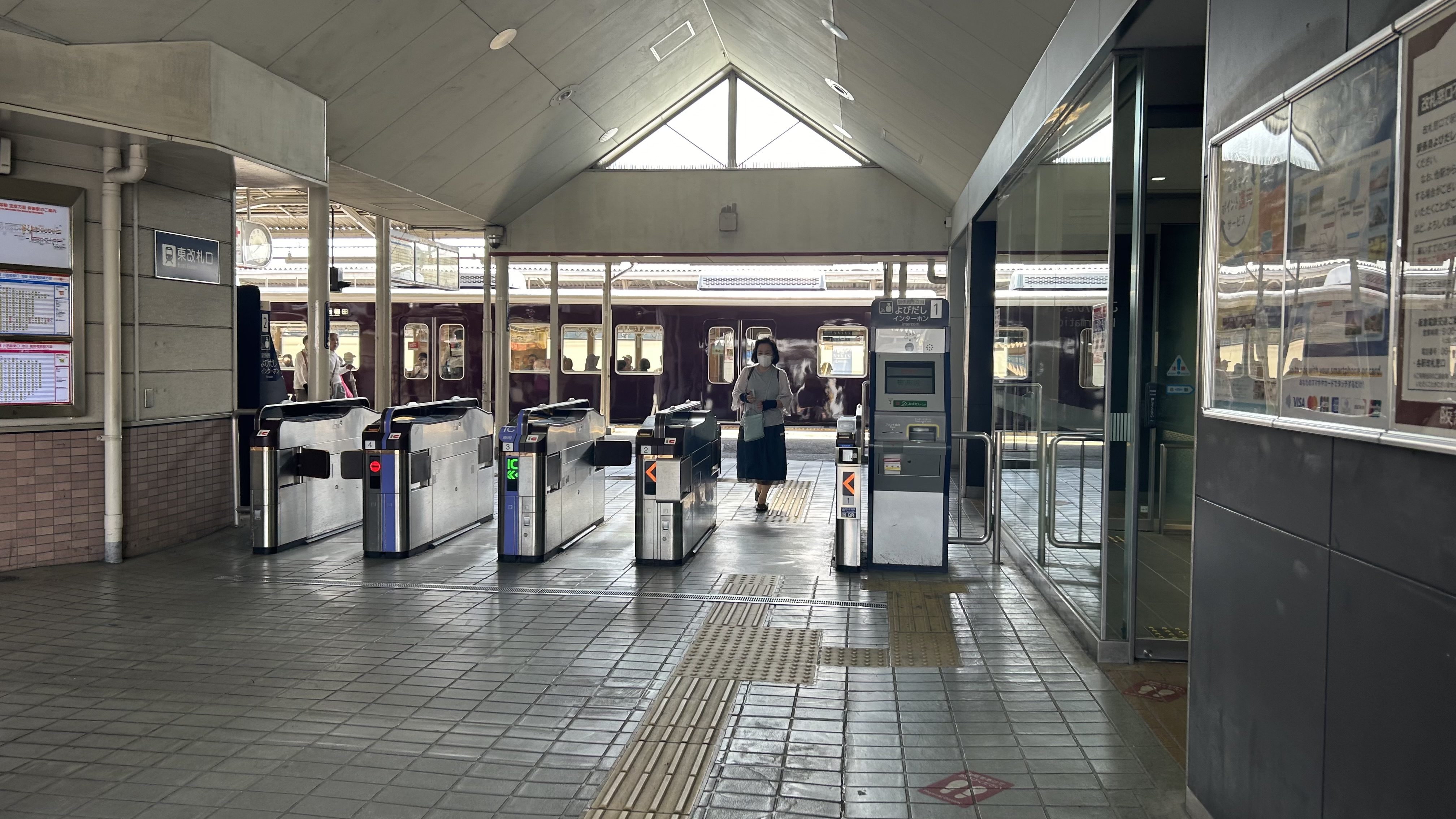
東改札口
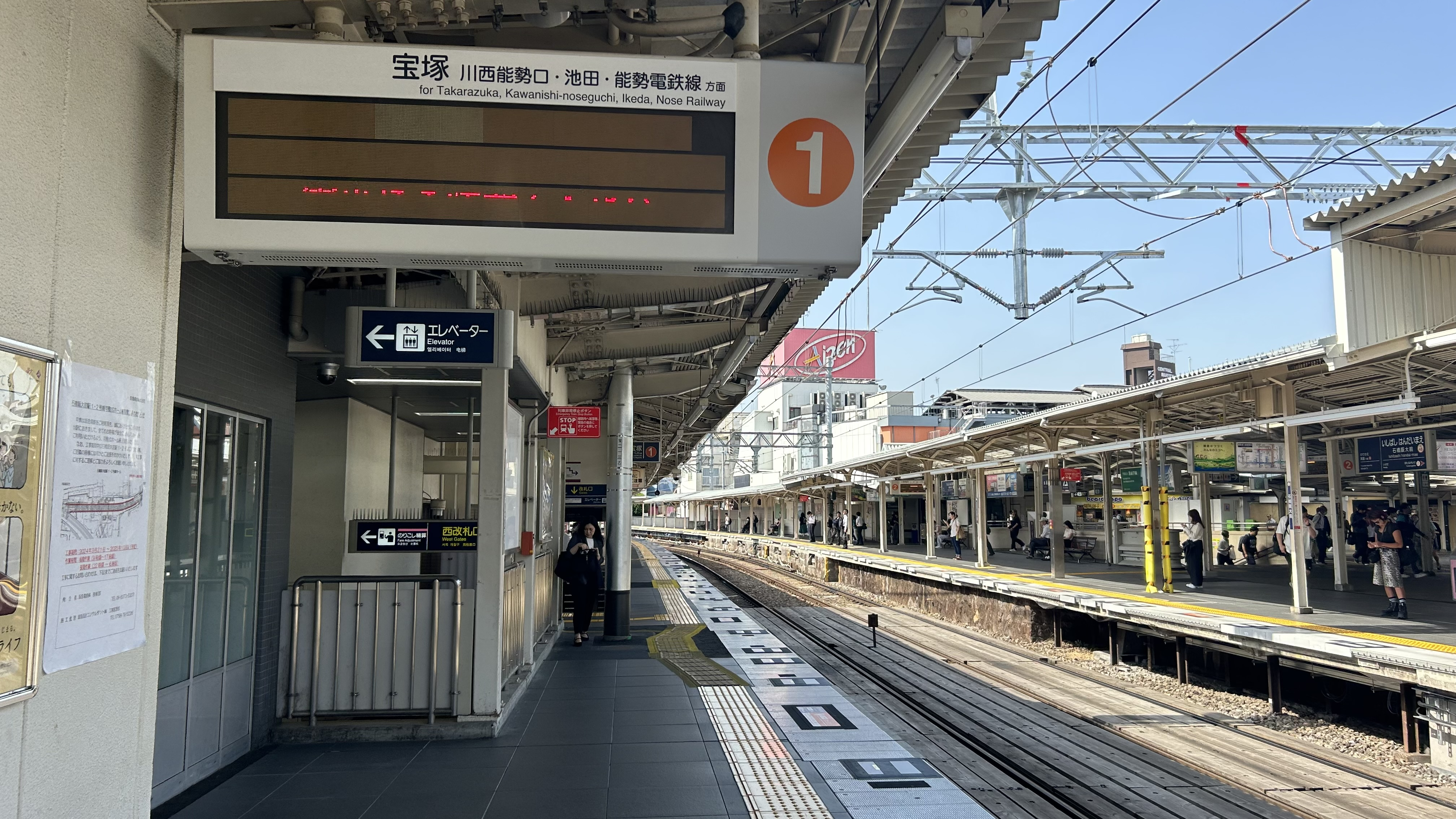
宝塚方面1号線ホーム
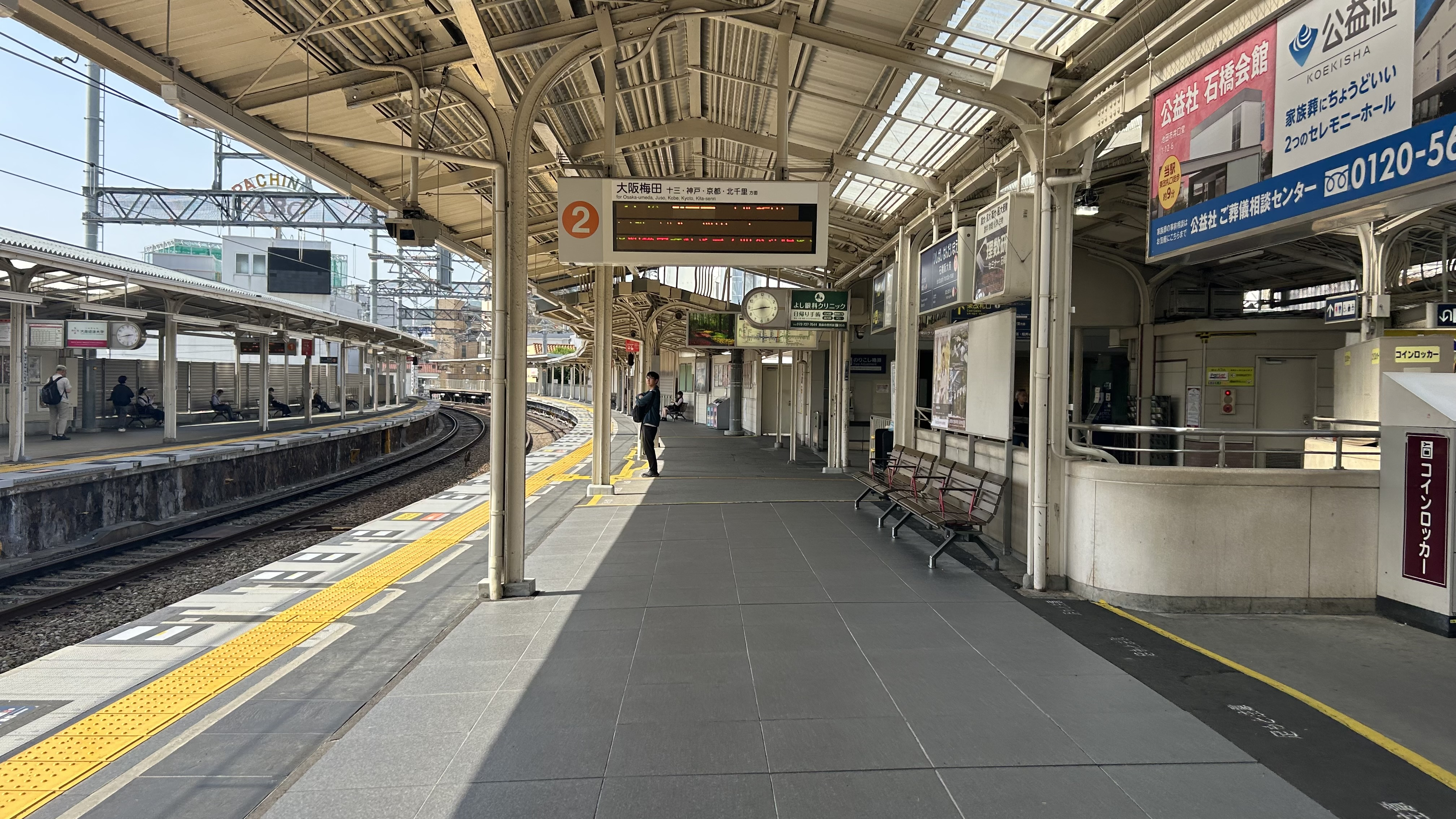
大阪方面2号線ホーム
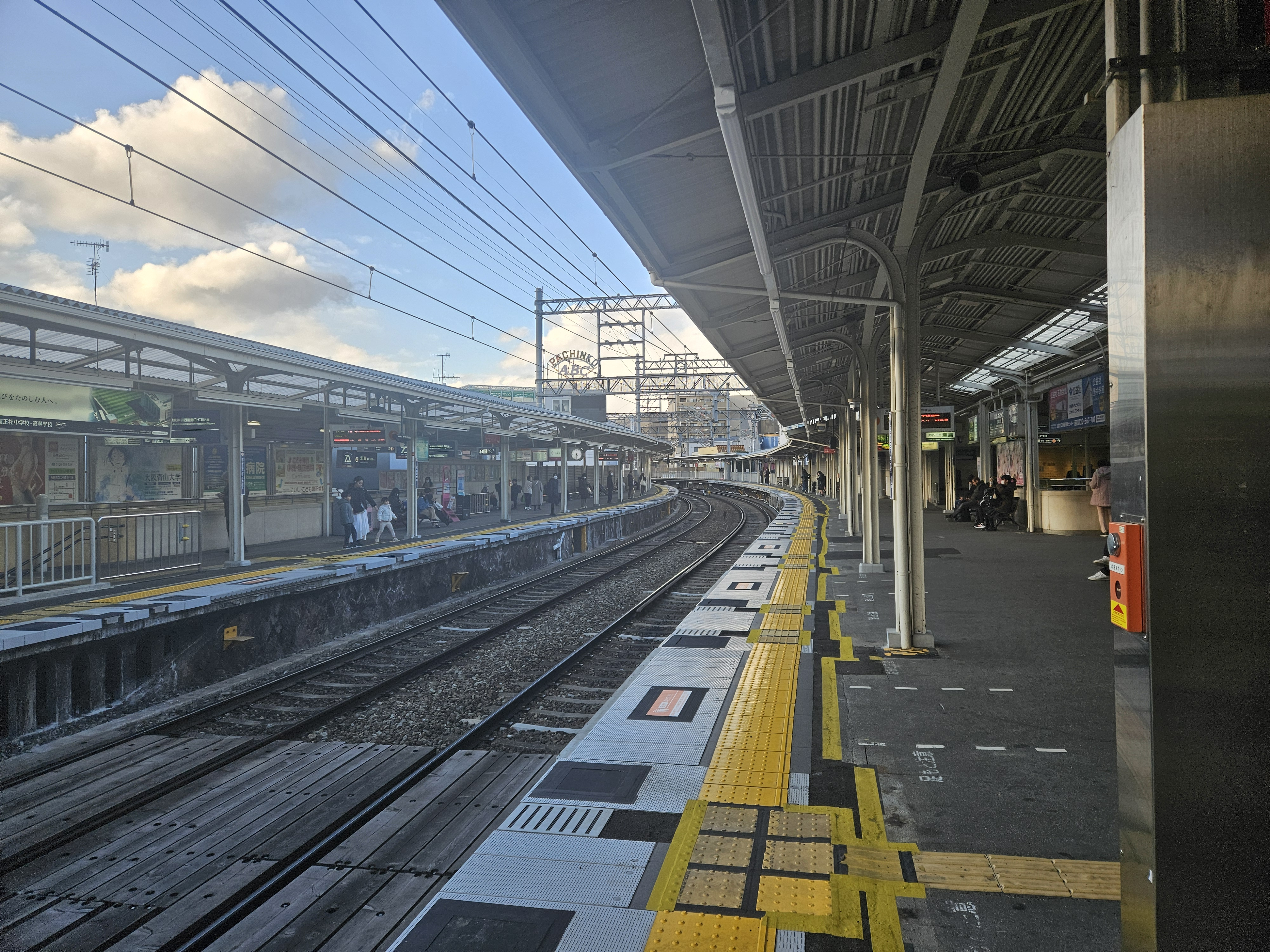
2号線ホームから宝塚方のカーブを望む
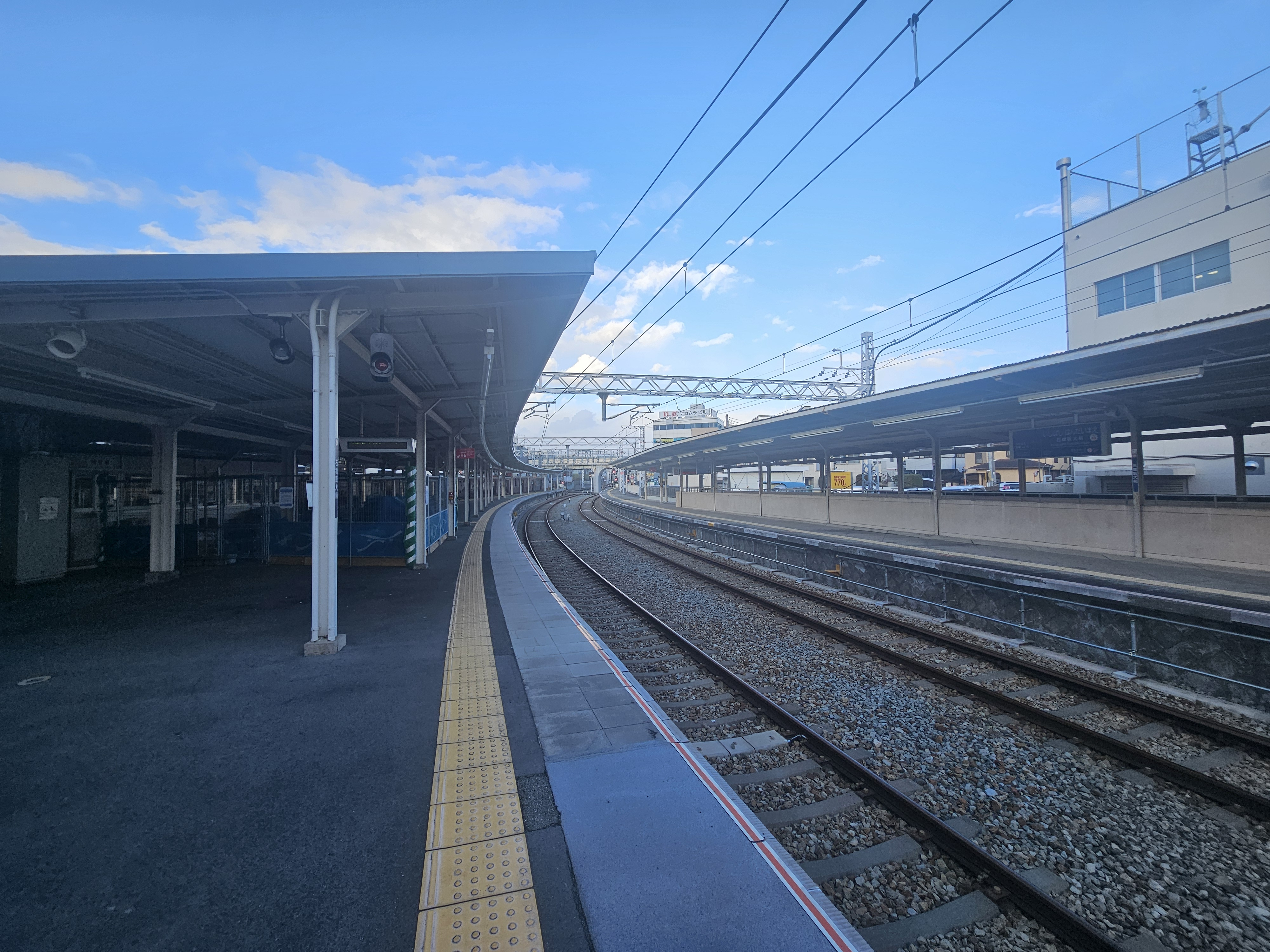
箕面方面3・4号線ホーム
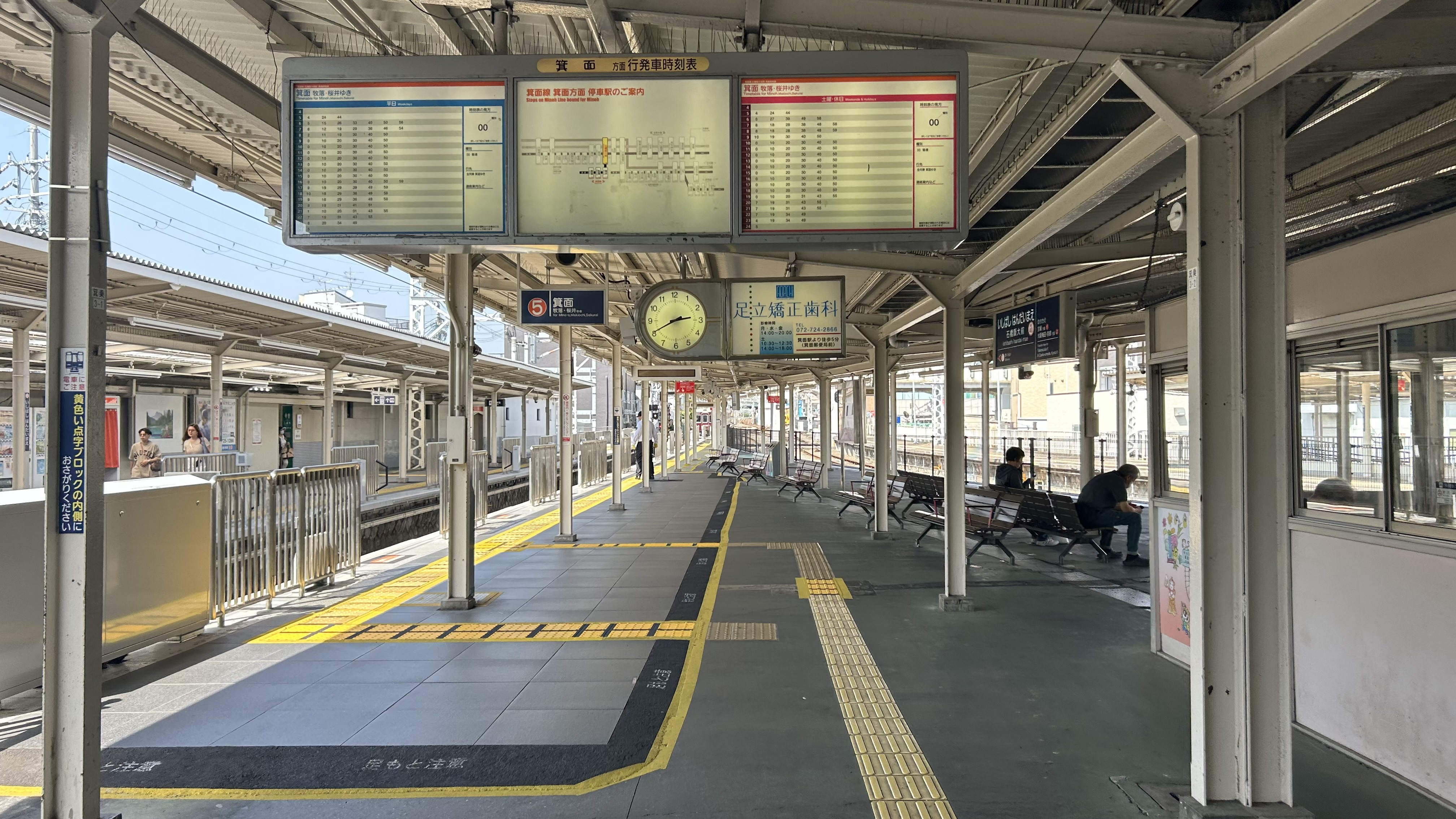
箕面方面5号線ホーム
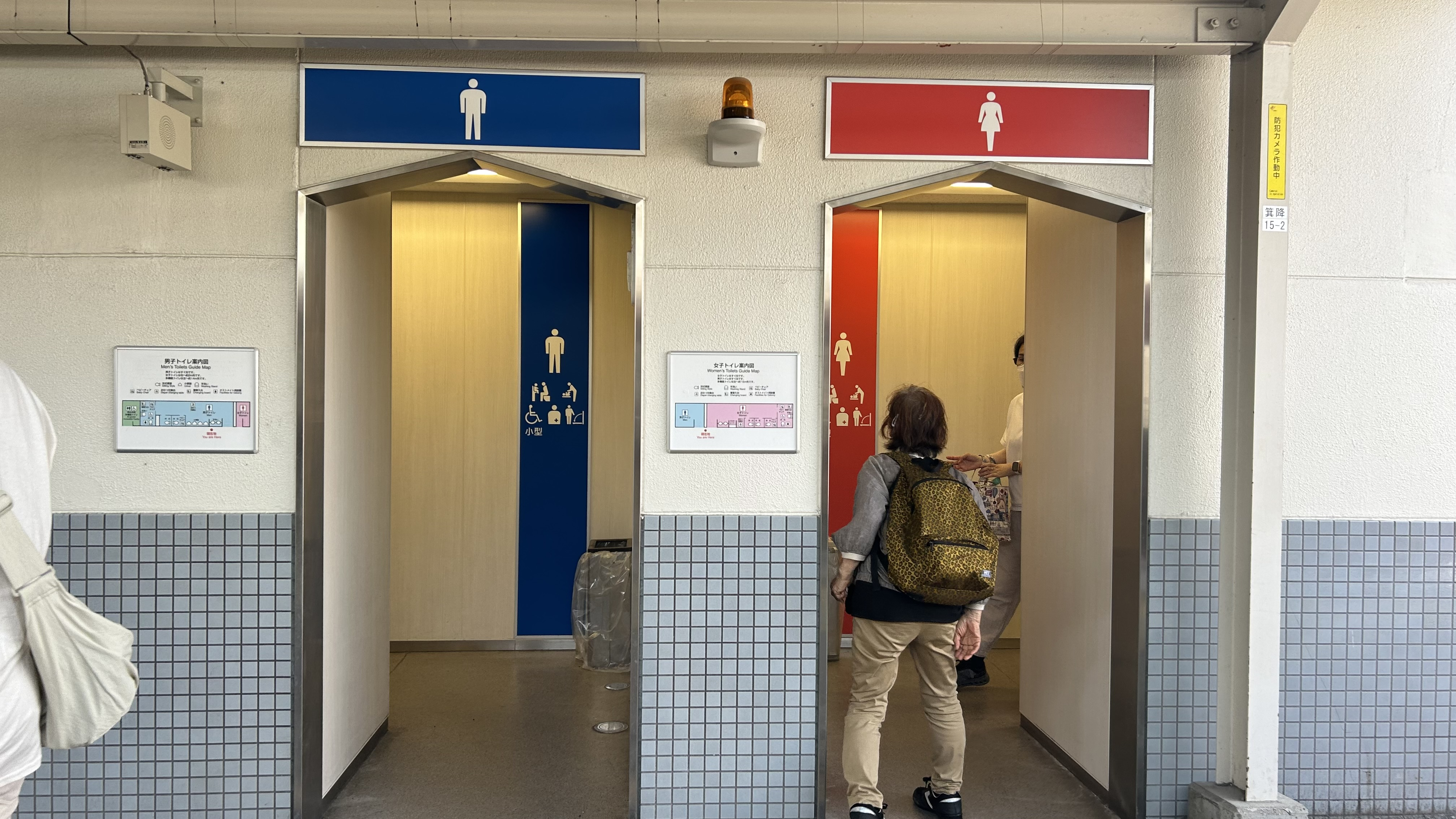
トイレ
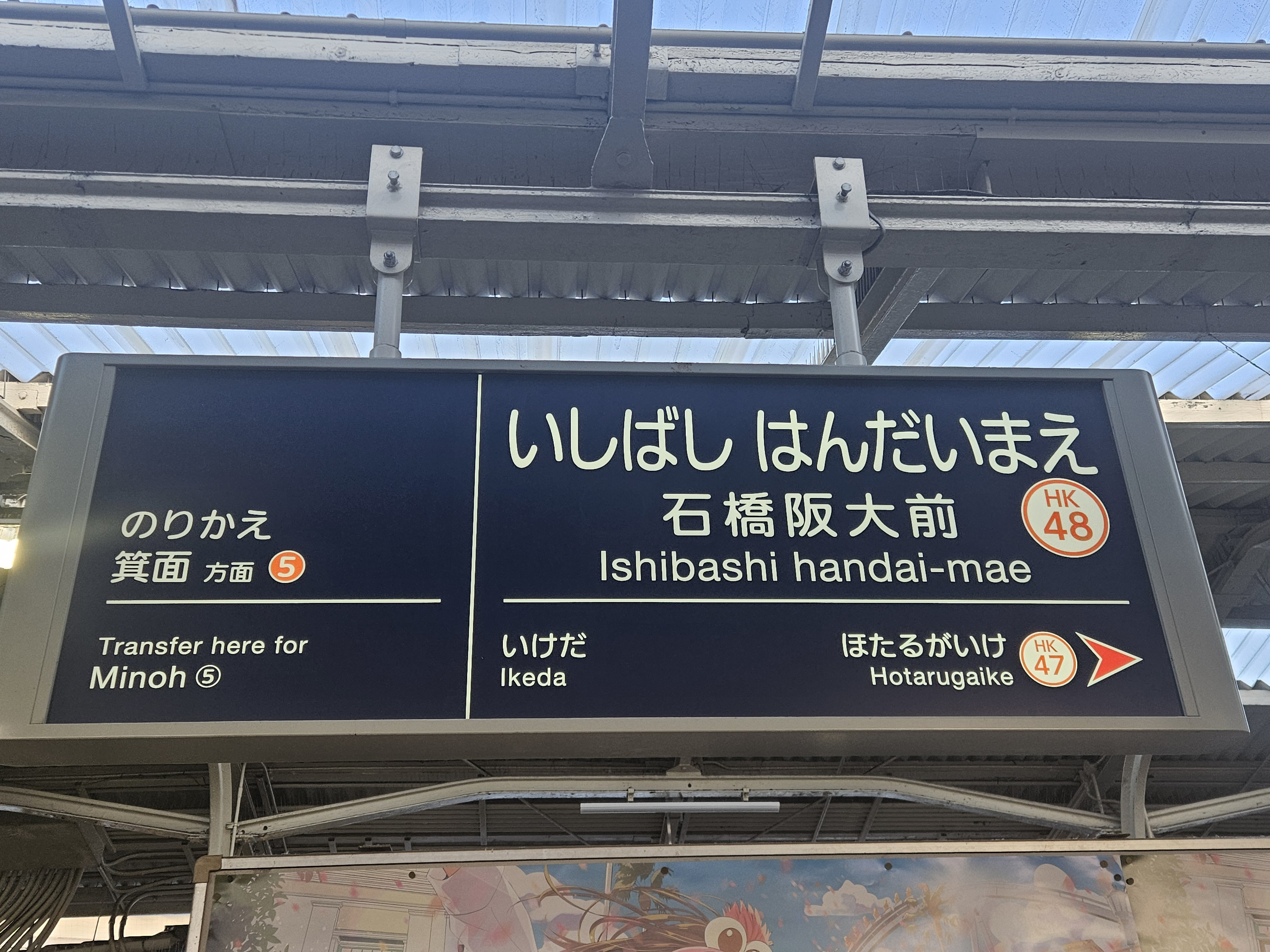
駅名標（宝塚線）
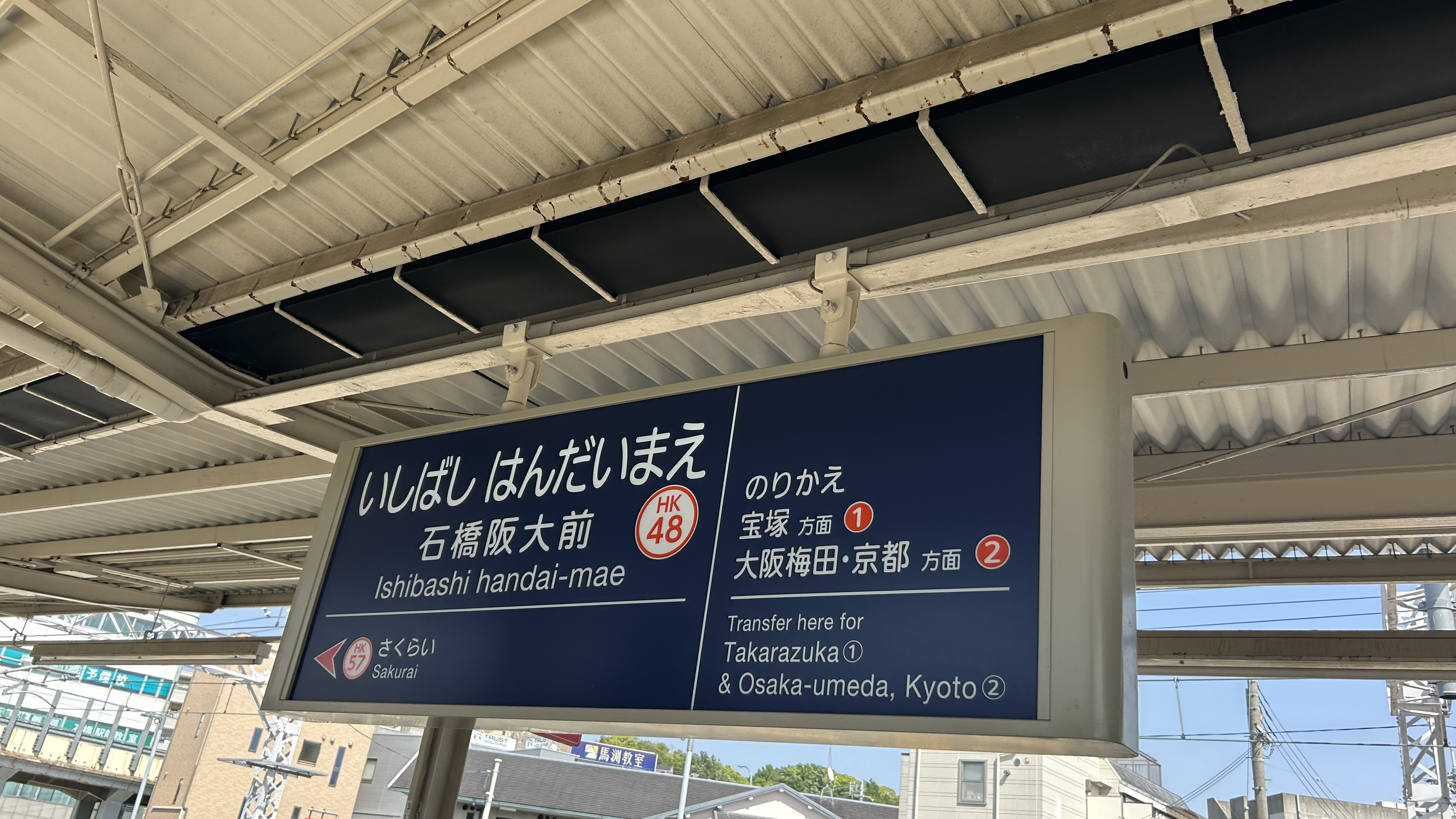
駅名標
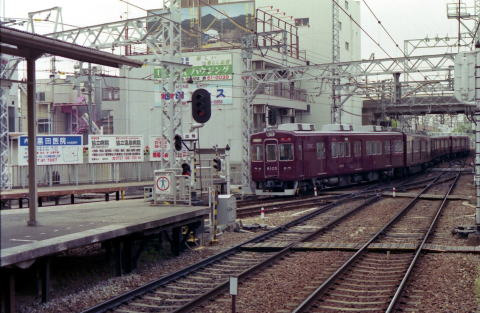
豊中駅高架工事（当時）期間中、同駅終着の列車は当駅4号線まで回送されていた

## 利用状況
2024年（令和6年）次の通年平均乗降人員は39,177人である。阪急電鉄全駅（86駅）中では南茨木駅に次ぐ15位。

### 阪急電鉄HP
各年次の乗降人員の推移は下表の通り。
| 年度               | 乗降人員 | 増減率 | 順位 | 出典       | 備考     |
| ------------------ | -------- | ------ | ---- | ---------- | -------- |
| 2016年（平成28年） | 44,444   |        | 16位 | [ 阪急 1 ] | [ 注 1 ] |
| 2017年（平成29年） | 44,794   | 0.8%   | 16位 | [ 阪急 2 ] |          |
| 2018年（平成30年） | 44,310   | -1.1%  | 16位 | [ 阪急 3 ] |          |
| 2019年（令和元年） | 44,802   | 1.1%   | 16位 | [ 阪急 4 ] |          |
| 2020年（令和02年） | 32,125   | -28.3% | 16位 | [ 阪急 5 ] |          |
| 2021年（令和03年） | 32,381   | 0.8%   | 17位 | [ 阪急 6 ] |          |
| 2022年（令和04年） | 36,184   | 11.7%  | 15位 | [ 阪急 7 ] |          |
| 2023年（令和05年） | 38,806   | 7.2%   | 15位 | [ 阪急 8 ] |          |
| 2024年（令和06年） | 39,177   | 1.0%   | 15位 | [ 統計 1 ] |          |

#### 平日限定データ
2007年から2015年までのデータは平日限定となっていた。全ての年度で乗車人員・降車人員ともに判明している。
| 年次               | 乗車人員 | 降車人員 | 乗降人員 | 増減率 | 順位 | 出典        |
| ------------------ | -------- | -------- | -------- | ------ | ---- | ----------- |
| 2007年（平成19年） | 25,079   | 24,363   | 49,442   |        | 16位 | [ 阪急 9 ]  |
| 2008年（平成20年） | 25,349   | 25,064   | 50,413   | 2.0%   | 15位 | [ 阪急 10 ] |
| 2009年（平成21年） | 24,558   | 24,230   | 48,788   | -3.2%  | 15位 | [ 阪急 11 ] |
| 2010年（平成22年） | 24,543   | 24,346   | 48,889   | 0.2%   | 15位 | [ 阪急 12 ] |
| 2011年（平成23年） | 24,268   | 24,014   | 48,282   | -1.2%  | 16位 | [ 阪急 13 ] |
| 2012年（平成24年） | 24,148   | 23,850   | 47,998   | -0.6%  | 16位 | [ 阪急 14 ] |
| 2013年（平成25年） | 24,288   | 24,075   | 48,363   | 0.8%   | 16位 | [ 阪急 15 ] |
| 2014年（平成26年） | 24,526   | 24,257   | 48,783   | 0.9%   | 16位 | [ 阪急 16 ] |
| 2015年（平成27年） | 24,773   | 24,437   | 49,210   | 0.9%   | 16位 | [ 阪急 17 ] |

### 府・市の統計データ
「池田市統計書」に記載されているデータは、阪急電鉄HPと同様に年次別の利用状況だが、あちらとは数値が大幅に異なる。
近年の利用状況は下表の通り。
| 年度 年次          | 特定日   | 特定日   | 特定日   | 特定日   | 通年平均         | 通年平均         | 出典          |
| 年度 年次          | 宝塚本線 | 宝塚本線 | 箕面線   | 箕面線   | 宝塚本線・箕面線 | 宝塚本線・箕面線 | 出典          |
| 年度 年次          | 乗降人員 | 乗車人員 | 乗降人員 | 乗車人員 | 乗降人員         | 乗車人員         | 出典          |
| ------------------ | -------- | -------- | -------- | -------- | ---------------- | ---------------- | ------------- |
| 1990年（平成02年） | 53,377   | 27,140   | 4,408    | 2,358    | -                | -                | [ 13 ]        |
| 1991年（平成03年） | -        | -        | -        | -        | 69,399           | 35,308           | [ 14 ]        |
| 1992年（平成04年） | 53,469   | 26,801   | 3,821    | 2,077    | 67,890           | 34,535           | [ 15 ] [ 14 ] |
| 1993年（平成05年） | -        | -        | -        | -        | 70,058           | 35,313           | [ 14 ]        |
| 1994年（平成06年） | -        | -        | -        | -        | 67,445           | 33,980           | [ 14 ]        |
| 1995年（平成07年） | 51,385   | 25,494   | 4,418    | 2,644    | 65,393           | 32,936           | [ 16 ] [ 14 ] |
| 1996年（平成08年） | 54,978   | 27,568   | 4,015    | 2,149    | 65,693           | 33,070           | [ 17 ] [ 18 ] |
| 1997年（平成09年） | 54,675   | 27,448   | 4,273    | 2,351    | 64,572           | 32,611           | [ 19 ] [ 20 ] |
| 1998年（平成10年） | 53,372   | 26,580   | 3,510    | 1,933    | 62,486           | 31,594           | [ 21 ] [ 22 ] |
| 1999年（平成11年） | -        | -        | -        | -        | 60,841           | 30,761           | [ 22 ]        |
| 2000年（平成12年） | 52,890   | 26,685   | 3,531    | 1,904    | 60,105           | 30,348           | [ 23 ] [ 22 ] |
| 2001年（平成13年） | 51,732   | 26,118   | 3,302    | 1,771    | 60,724           | 30,777           | [ 24 ] [ 22 ] |
| 2002年（平成14年） | 50,077   | 25,146   | 3,047    | 1,659    | 60,033           | 30,525           | [ 25 ] [ 22 ] |
| 2003年（平成15年） | 47,697   | 24,107   | 3,034    | 1,659    | 59,652           | 30,409           | [ 26 ] [ 27 ] |
| 2004年（平成16年） | 47,665   | 24,059   | 2,807    | 1,537    | 58,530           | 29,837           | [ 28 ] [ 29 ] |
| 2005年（平成17年） | 47,264   | 23,961   | 2,784    | 1,487    | 56,953           | 28,928           | [ 30 ] [ 31 ] |
| 2006年（平成18年） | 45,719   | 23,015   | 2,582    | 1,423    | 54,386           | 27,631           | [ 32 ] [ 33 ] |
| 2007年（平成19年） | 46,300   | 23,116   | 2,572    | 1,386    | 52,932           | 26,751           | [ 34 ] [ 35 ] |
| 2008年（平成20年） | 47,791   | 23,947   | 2,511    | 1,351    | 52,559           | 26,312           | [ 36 ] [ 37 ] |
| 2009年（平成21年） | 45,330   | 22,668   | 2,549    | 1,407    | 53,637           | 27,005           | [ 38 ] [ 39 ] |
| 2010年（平成22年） | 47,777   | 22,669   | 2,420    | 1,302    | 52,551           | 26,449           | [ 40 ] [ 41 ] |
| 2011年（平成23年） | 47,806   | 22,830   | 2,300    | 1,238    | 52,562           | 26,378           | [ 42 ] [ 43 ] |
| 2012年（平成24年） | 44,278   | 22,199   | 2,463    | 1,300    | 52,705           | 26,592           | [ 44 ] [ 45 ] |
| 2013年（平成25年） | 42,576   | 21,356   | 2,426    | 1,290    | 52,076           | 26,363           | [ 46 ] [ 47 ] |
| 2014年（平成26年） | 45,131   | 22,599   | 2,549    | 1,378    | 51,205           | 25,980           | [ 48 ] [ 49 ] |
| 2015年（平成27年） | 46,213   | 23,172   | 2,539    | 1,354    | 52,040           | 26,483           | [ 50 ] [ 51 ] |
| 2016年（平成28年） | 44,927   | 22,493   | 2,566    | 1,372    | 53,826           | 27,337           | [ 52 ] [ 53 ] |
| 2017年（平成29年） | 46,776   | 23,388   | 2,447    | 1,303    | 53,630           | 27,183           | [ 54 ] [ 55 ] |
| 2018年（平成30年） | 47,046   | 23,456   | 2,486    | 1,348    | 54,567           | 27,600           | [ 56 ] [ 57 ] |
| 2019年（令和元年） | 47,208   | 23,494   | 2,545    | 1,394    | 56,236           | 28,435           | [ 58 ] [ 59 ] |
| 2020年（令和02年） | 38,062   | 18,880   | 2,138    | 1,174    | 43,377           | 21,951           | [ 60 ] [ 61 ] |
| 2021年（令和03年） | 39,010   | 19,422   | 2,218    | 1,183    | 43,062           | 21,042           |               |

## 駅周辺

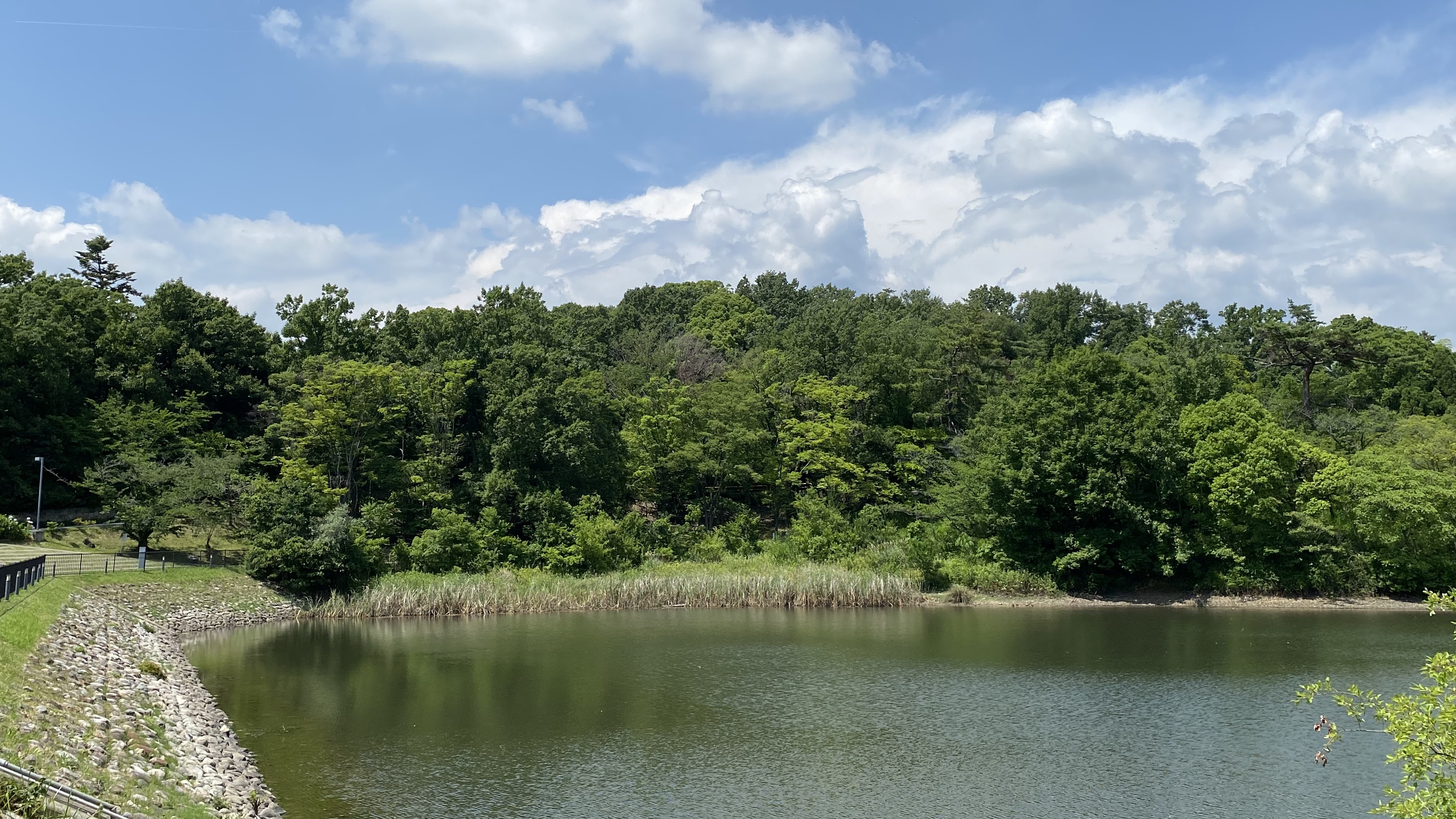
待兼山

当駅周辺には大阪大学（国立大学法人大阪大学）をはじめ多くの学校や私立学校のスクールバス（関西大倉高校、早稲田摂稜高校）も発着するバス停があるため学生、生徒の利用客も多い。また駅周辺の道路の幅が狭く特に東改札側にはタクシーや配送車も乗り入れてくるので交通上非常に危険である。
歴史ある高級住宅街が連続する北摂地域に位置しており、駅東部に位置する待兼山周辺には豪壮なる邸宅建築が多く並ぶ住宅街が広がる。周辺は池田市内で最も地価が高い地区である。
- 東口
  - 阪急タクシー石橋営業所
  - 国道176号
  - 待兼山
  - 大阪大学豊中キャンパス（国立大学法人大阪大学。文、法、経済、理、基礎工学部など）[62]
    - 大阪大学総合学術博物館

- 西口
  - 石橋赤い橋商店街
  - 北おおさか信用金庫石橋支店
  - 阪急オアシス石橋店
  - ライフスポーツKTV石橋店（箕面市瀬川バス停前）
  - 三井住友銀行石橋北口出張所
  - 池田泉州銀行石橋支店
  - 池田タクシー石橋営業所
  - 相互タクシー石橋のりば
  - 国道171号
  - 池田石橋郵便局
  - 豊島野公園
  - 池田市民文化会館（アゼリアホール）
  - ツナガリエ石橋（池田市立石橋図書館など）
  - 宣真高等学校
  - 池田市立総合スポーツセンター
  - 大阪府立園芸高等学校
  - みのお自動車教習所（箕面線桜井駅との中間付近）
  - 大阪府立池田高等学校

## バス路線
阪急バスが運行されているが、いずれも駅からは商店街を挟み数百m程度離れた接続停留所に発着する。
駅西側の「阪急石橋阪大前駅」と駅北西側の「阪急石橋北口」の2つがメインだが呉羽の里方面から石橋方面の便は多くが阪急石橋北口の隣の「井口堂」止まりとなるため同停留所からのアクセスとなるケースも多い。なお同停留所は阪急バス石橋営業所の最寄りで、車内アナウンスでは「国道阪急石橋」と放送されることもあり上記2停留所とともに当駅の接続停留所として扱われている。また呉羽の里方面行きのバスも一部または全てが井口堂発となる系統があるため、利用の際は注意を要する。
阪急石橋北口1のりば発の系統は次は井口堂西向きに停車し、井口堂東向き発の系統は次は阪急石橋北口2のりばに停車する。これらの系統に関する備考欄については、阪急石橋北口・井口堂の両停留所で共通する内容は前者でのみ記載する。
石橋線のみ茨木営業所が、その他は石橋営業所の担当。
| 停留所           | のりば | 路線名     | 系統・行先                                         | 備考                                                             |
| ---------------- | ------ | ---------- | -------------------------------------------------- | ---------------------------------------------------------------- |
| 阪急石橋阪大前駅 | 1      | 池田市内線 | 6系統：阪急石橋北口→1系統直通                      | 夕方以降の一部便は1系統へ直通しない（次まで）                    |
| 阪急石橋阪大前駅 | 2      | 池田市内線 | 11系統：阪急池田駅                                 | ダイハツ本社前経由                                               |
| 阪急石橋阪大前駅 | 3      | 石橋線     | 92系統：阪急茨木市駅（西口）/JR茨木駅/茨木営業所前 | JR茨木駅行きが基本。茨木営業所前止まりは夜間のみ                 |
| 阪急石橋北口     | 1      | 箕面中央線 | 82系統：千里中央/箕面船場阪大前駅                  | 千里中央行きは日中のみ                                           |
| 阪急石橋北口     | 1      | 伏尾台線   | 134系統：伏尾台方面                                | 平日のみ運行。日中は市立池田病院経由                             |
| 阪急石橋北口     | 1      | 池田市内線 | 1系統：阪急池田駅                                  | 五月山公園・大広寺経由。平日朝の一部は2のりば発                  |
| 阪急石橋北口     | 1      | 池田市内線 | 2系統：阪急池田駅                                  | 五月丘一丁目経由、平日の一部便は市立池田病院も経由。深夜バスあり |
| 阪急石橋北口     | 1      | 池田市内線 | 4系統：阪急池田駅                                  | 附属池田小学校前・下渋谷経由                                     |
| 阪急石橋北口     | 2      | 池田市内線 | 1系統：大阪国際空港                                |                                                                  |
| 阪急石橋北口     | 2      | 池田市内線 | 11系統：阪急池田駅                                 | 次は阪急石橋阪大前駅に停車（上記参照）                           |
| 阪急石橋北口     | 2      | 池田市内線 | 5系統：阪急池田駅                                  | 1日2本のみ運行。宇保町・市立池田病院経由                         |
| 阪急石橋北口     | 2      | 池田市内線 | 1系統：阪急池田駅                                  | 平日朝のみ。1のりば発のものと経由地が一部異なる                  |
| 阪急石橋北口     | 2      | 池田市内線 | 2系統：阪急池田駅                                  | 平日朝のみ。1のりば発のものと経由地が一部異なる                  |
| 阪急石橋北口     | 2      | 石橋線     | 92系統：阪急石橋阪大前駅                           | 次まで                                                           |
| 井口堂           | 西向き | 箕面中央線 | 82系統：千里中央/箕面船場阪大前駅                  |                                                                  |
| 井口堂           | 西向き | 伏尾台線   | 134系統：伏尾台方面                                |                                                                  |
| 井口堂           | 西向き | 池田市内線 | 1系統：阪急池田駅                                  | 一部当停留所始発                                                 |
| 井口堂           | 西向き | 池田市内線 | 3系統：阪急池田駅                                  | 全便当停留所始発。朝のみ運行。呉羽の里・下渋谷経由               |
| 井口堂           | 西向き | 池田市内線 | 4系統：阪急池田駅                                  |                                                                  |
| 井口堂           | 東向き | 池田市内線 | 1系統：大阪国際空港                                |                                                                  |
| 井口堂           | 東向き | 池田市内線 | 11系統：阪急池田駅                                 |                                                                  |
| 井口堂           | 東向き | 池田市内線 | 1系統：阪急池田駅                                  | 平日朝のみ。西向きのりば発のものと経由地が一部異なる             |

## 隣の駅
阪急電鉄
■宝塚本線
■特急「日生エクスプレス」（朝ラッシュ時は上り・夕ラッシュ時は下りのみ運行）
十三駅 (HK-03) - 石橋阪大前駅 (HK-48) - 池田駅 (HK-49)
■通勤特急（上り朝ラッシュ時のみ運行）
豊中駅 (HK-46) ← 石橋阪大前駅 (HK-48) ← 池田駅 (HK-49)
■急行・■通勤急行（宝塚行きのみ）・■準急（大阪梅田行きのみ）・■普通
蛍池駅 (HK-47) - 石橋阪大前駅 (HK-48) - 池田駅 (HK-49)
■箕面線
石橋阪大前駅 (HK-48) - 桜井駅 (HK-57)

### 記事本文